# Nina Rakovec
Nina Rakovec, slovenska gledališka, televizijska in filmska igralka, * 31. maj 1987, Kranj. 
Diplomirala je na Akademiji za gledališče, radio, film in televizijo v Ljubljani. Nastopala je v Mestnem gledališču ljubljanskem, Slovenskem ljudskem gledališču Celje, Slovenskem narodnem gledališču Nova Gorica in Slovenskem narodnem gledališču Drama Ljubljana. Nastopila je v več kratkih in celovečernih filmih ter TV serijah. Na 14. festivalu slovenskega filma je prejela vesno za najboljšo žensko glavno vlogo za film Izlet, dve leti za tem je nagrado prejela še za igro v filmu Dvojina. Za film Izlet je bila nagrajena tudi na Festivalu v Nashvillu za najboljšo igralko v debitantski režiji filma in s posebno nagrado žirije. 

### Zasebno
Nina je vnukinja igralca Poldeta Bibiča. Njen partner je igralec Robert Korošec, s katerim ima dva otroka.

## Filmografija

### Film
- Ustava Republike Hrvaške (2016, celovečerni igrani film)
- Dva Ena (2015, kratki igrani film)
- Dekleta ne jočejo (2015, celovečerni igrani film)
- Dvojina (2013, celovečerni igrani film)
- Zapelji me (2013, celovečerni igrani film)
- Vandima (2012, celovečerni igrani film)
- Prepisani (2011, celovečerni igrani film)
- Izlet (2011, celovečerni igrani film)
- Trst je naš! (2010, kratki igrani film)
- Osebna prtljaga (2009, celovečerni igrani film)
- Skriti spomin Angele Vode (2009, celovečerni igrani film)
- Skrbnik (2008, kratki igrani film)

### Televizija
- Skrito v raju (2025, POP TV) - vloga Sanje Jamnik
- Nova dvajseta (2013, RTV Slovenija)